# 琼浆湖
琼浆湖位于中国西藏自治区那曲市双湖县境内，地处双湖县北部，昆仑山和可可西里山之间的断陷盆地内，东临玉液湖，西临美菊湖。湖面海拔4850米，面积18.2平方公里。湖区气候干寒，年均气温-4℃，年均降水量100毫米左右。湖水主要依靠时令河补给，集水区面积733.8平方公里。